# Constitution de Francfort
Ne doit pas être confondu avec Constitution bismarckienne.
Lire en ligne

(de) Texte historique

Structure de la Constitution de Francfort.

La Constitution de l'Empire allemand (en allemand : Verfassung des Deutschen Reiches), dite la Constitution de Francfort (Frankfurter Reichsverfassung) ou la Constitution de l’église Saint-Paul (Paulskirchenverfassung), est la constitution adoptée le 27 mars 1849 par le parlement de Francfort élu après la révolution de Mars en vue de réaliser l’unité allemande et promulguée le 28 mars par sa publication dans la Reichsgesetzblatt.
C’est la première constitution démocratique à avoir été adoptée en Allemagne. Elle prévoit la création d’un Empire allemand dominé par le royaume de Prusse dans le cadre de la solution petite-allemande, tout en incluant l'Autriche. L’Empire aurait été organisé comme une monarchie constitutionnelle héréditaire fonctionnant selon les grands principes du parlementarisme libéral.
Elle ne fut jamais appliquée en raison de l’hostilité des souverains, en particulier du roi de Prusse Frédéric-Guillaume IV, à qui l’Assemblée avait attribué la nouvelle couronne impériale et qui la refusa au nom du droit divin des rois.

## Contexte

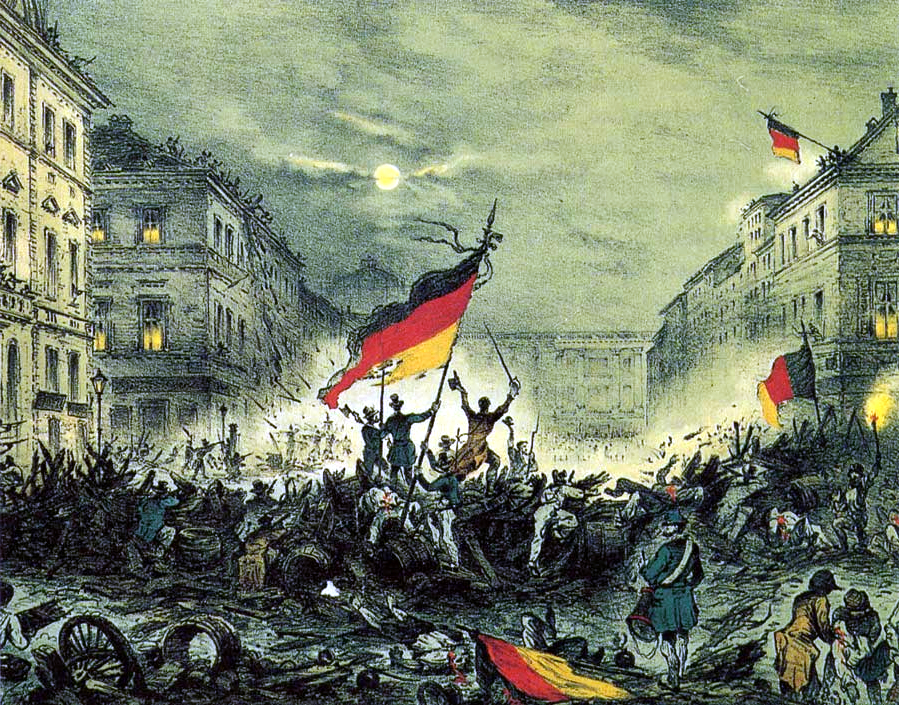
Révolutionnaires joyeux après les combats de barricades de Berlin le 18 mars 1848.

En mars 1848 a éclaté la révolution dans la plupart des États germaniques : le grand-duché de Bade, la Bavière, la Saxe, le Wurtemberg, l'Autriche et la Prusse se soulevèrent. De nombreux princes furent ainsi contraints de nommer des gouvernements révolutionnaires libéraux à la place de ceux, conservateurs, alors en place. Les revendications principales des révolutionnaires concernaient les droits de l'homme : liberté de presse, d'expression, de réunion, la fin de l'arbitraire et des privilèges ; mais également l'armement des citoyens et la formation de parlements régionaux libéraux, ainsi que l'unité allemande.
Le 10 mars 1848, le Bundestag de la Confédération germanique convoque le comité des dix-sept afin de préparer une Constitution. Il appelle le 20 mars à l'organisation d'élections législatives dans les États de la confédération et les provinces prussiennes hors des limites de celle-ci incluses, afin d'élire une assemblée constituante. En Prusse, après les barricades du 18 mars, une assemblée nationale fut également convoquée, afin d'élaborer une Constitution pour le royaume.

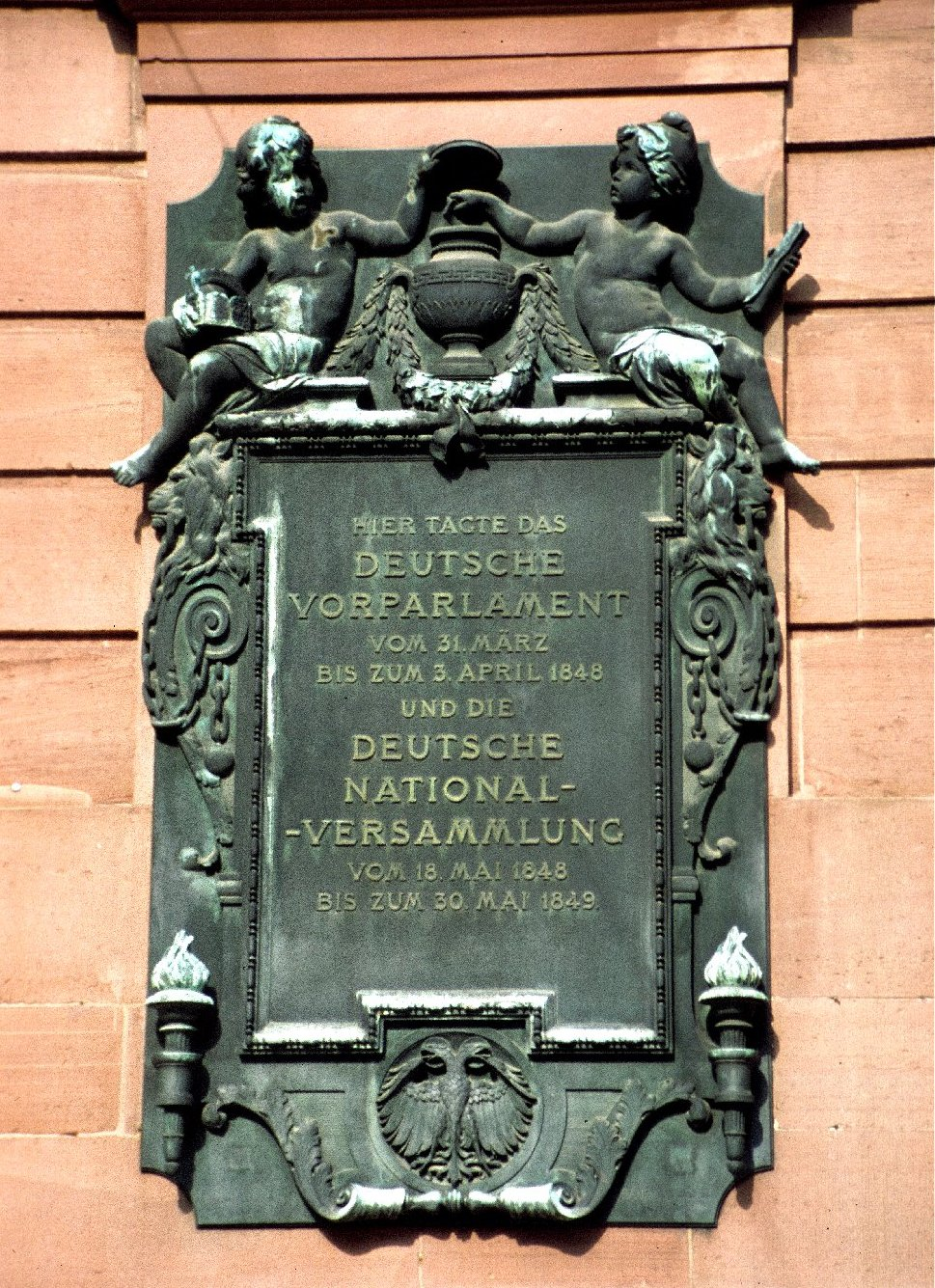
Plaque commémorative sur les murs de l'église Saint-Paul

Le pré-parlement  siège du 31 mars au 3 avril sous la présidence de Carl Mittermaier dans l'église Saint-Paul. Les libéraux modérés y décidèrent contre les démocrates radicaux de travailler à l'écriture d'une Constitution en coopération avec le Bundestag. Lors de cette période de transition avant la formation de l'assemblée, un  comité de représentation de l'assemblée auprès de la Confédération germanique se constitua : le comité des cinquante,.
Il y avait 649 circonscriptions mais toutes n'envoient pas un député à l'assemblée,.

## Commission constitutionnelle

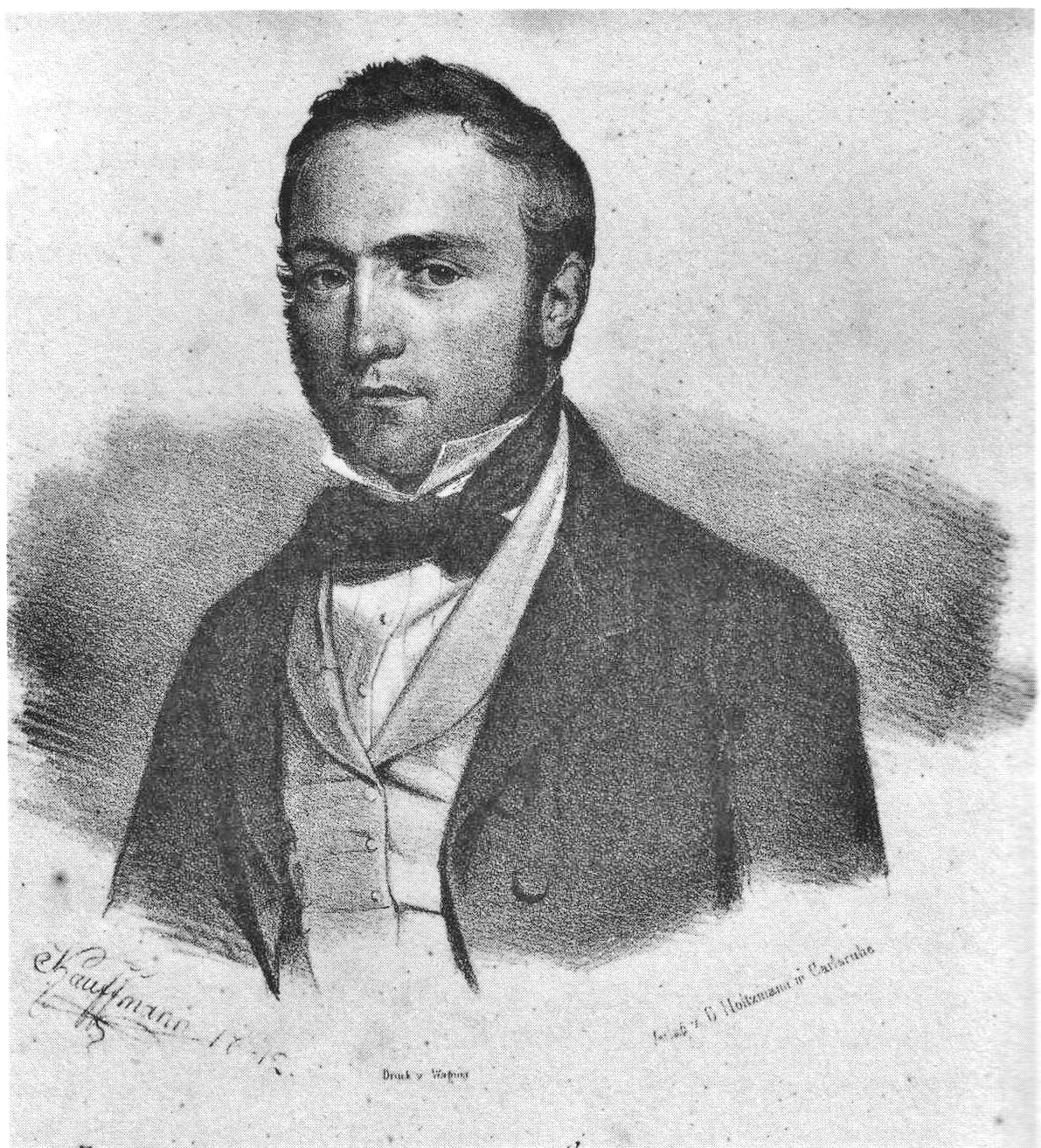
Friedrich Daniel Basserman préside la commission constitutionnelle du parlement de Francfort

Le 24 mai 1848 un comité constitutionnel de 30 représentants est élu. Il est dirigé par Friedrich Daniel Bassermann et a pour tâche de préparer et de coordonner le travail sur la Constitution. Il commence son travail le 3 juillet. Parmi ses membres on dénombre : Hermann von Beckerath, Friedrich Christoph Dahlmann, Georg Waitz, Johann Gustav Droysen, August Hergenhahn, Carl Theodor Welcker, Georg Beseler, Robert von Mohl, August Heinrich Simon, Friedrich Römer, Robert Blum et Franz Jacob Wigard. Il se sert parfois du travail déjà réalisé par le comité des sept sur le sujet.

## Droits fondamentaux
Le 28 décembre 1848, la « loi concernant les droits fondamentaux du peuple allemand » du 27 décembre passe au journal officiel. Les débats sur ce sujet ont eu lieu du 3 juillet au 12 octobre.
Le catalogue de droit comporte 14 articles et 60 paragraphes. Il assure les libertés politiques et personnelles ainsi que le droit à la propriété.
Ce catalogue de droits comprenait entre autres la liberté de circulation, l'égalité entre allemands dans tous les États allemands, l'abolition des privilèges et du féodalisme, la liberté de culte et de conscience, l'abolition de la peine de mort, la liberté de la recherche, la liberté de réunion - ce qui était en avance sur son temps -, la liberté d'association, l'encadrement des enquêtes de police et des procédures de justice, l'impossibilité de saisir un logement principal, la liberté de la presse, l'indépendance de la justice, la liberté d'entreprise et la liberté d'établissement,. Le mariage civil devient possible.
Cette dernière liberté crée de nombreux débats avec le mouvement ouvrier naissant, les artisans craignant l'appauvrissement. Le parlement de Francfort décide donc de mettre entre parenthèses dans un premier temps cette liberté. Les droits de propriétés posent également des problèmes liés à la féodalité. L'assemblée abroge tout servage, corvée, justice du seigneur et la police du seigneur. La liberté de culte ne pose pas tant problème que l'égalité entre confession dans les écoles. Finalement les cours de religion restent au programme, les écoles confessionnelles ne sont pas interdites. En résumé une solution de compromis est trouvée.
Ce catalogue de droit ne comporte pas de volet social, quand bien même le soulèvement de mars est avant tout porté par les classes les plus défavorisées. Les députés ne semblent pas avoir compris les changements impliqués par la révolution industrielle. Les libéraux pensent que ces droits auraient entravé la liberté.
Les droits fondamentaux sont inscrits selon la théorie du positivisme juridique.
Ces droits peuvent être suspendus en cas d'état d'urgence d'après l'article 197.

## Constitution politique

### Début des débats et première lecture
Les débats sur la Constitution débutent le 19 octobre. La première lecture a lieu en janvier, Heinrich von Gagern demande aux gouvernements de prendre position par rapport à cette Constitution. Les grands États que sont l'Autriche, la Bavière, le Wurtemberg, le Hanovre, la Saxe la rejettent, toutefois la grande majorité des autres États et notamment la Prusse l'acceptent.

### Vote final

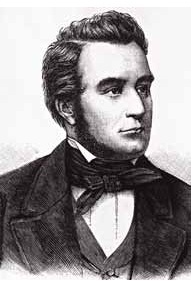
Heinrich von Gagern permet de faire voter la Constitution.

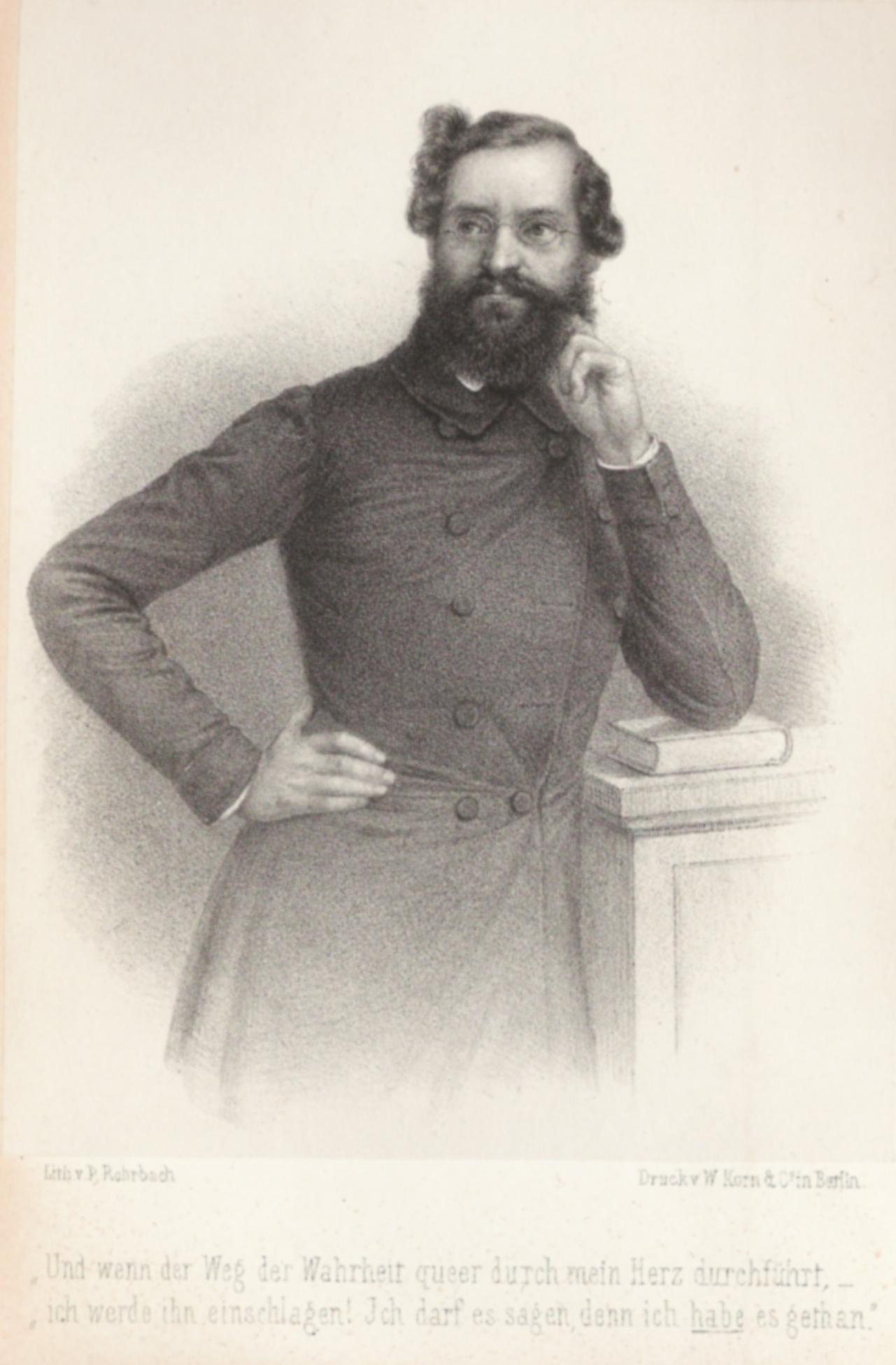
Heinrich Simon est l'autre grand artisan du vote final.

Le vote final pour la Constitution eut lieu 27 mars 1849, après de longs débats elle fut approuvée grâce à une courte majorité de 267 voix contre 263. Elle fut votée grâce aux partisans d'une couronne impériale héréditaire, comme Gagern et une partie de la fraction Westendhall menée par Heinrich Simon. Cette dernière fraction à l'origine réticente. Cette coalition formée en février contenant donc les fractions Casino, Landsberg, Augsburger Hof et une petite partie de la Westendhall, elle porte le nom de « Weidenbusch ». Ce principe d'hérédité a été voté seulement le 27 mars, et écrit dans le texte de la Constitution lors de sa dernière lecture. Les raisons de ce choix étaient les difficultés à fonder un directoire tournant, cette solution recevant également peu de soutien. La république d'inspiration américaine proposée par la gauche radicale avait tout aussi peu de chances de trouver un consensus.

### Type d'État
Le terme utilisé pour désigner l'État est « Reich », soit Empire rappelant le Saint-Empire germanique, le terme de « Bund », soit fédération, a à l'époque une connotation réactionnaire. Quelques membres de gauche veulent un État centralisé mais la grande majorité souhaite un État fédéral sur le modèle américain. Les démocrates veulent une fédération de républiques, mais vu la situation politique la monarchie constitutionnelle reste la solution la plus réaliste.

### Compétences de l'État fédéral
La Constitution prévoit un pouvoir central fort, disposant de larges compétences.
Sur le plan économique, l'État fédéral a compétences sur le commerce, le transport, les tarifs douaniers, la monnaie, les unités de mesure et la poste. L'objectif est d'avoir un espace commercial unifié, le processus ayant déjà été commencé avec la création en 1834 du Zollverein,.
Sur le plan fiscal, il a le droit de lever des impôts directs, même si ceux-ci ne représentent pas la majorité de ses recettes : les taxes de douanes, les taxes sur la consommation, les taxes sur les transports et les subventions des États fédéré les fameux « Matrikulärbeiträge » doivent fournir l'essentiel du budget.
L'État fédéral a également de larges compétences judiciaire : en droit civil, en droit pénal, en droit du commerce. Les cours d'assises sont de son ressort. De manière générale, le droit fédéral doit avoir la priorité sur les droits des États fédérés,.
Par ailleurs l'État fédéral peut étendre son champ de compétence par la loi.

### Compétences des États fédérés
Les États fédérés gardent leurs compétences en matière d'armée, d'administration locale, d'administration de la justice, d'Église et d'éducation : universités et écoles.

### Droit de vote
Les élections du Reichstag doivent se faire au suffrage direct, universel et secret.

### Le Reichstag
La Constitution prévoyait un système parlementaire bicaméral, une chambre du peuple élue par scrutin direct mais pas universel et une chambre des États élue par les différents États allemands constituée pour moitié des représentants des anciens gouvernements régionaux et pour moitié des représentants des parlements régionaux,. L'autre chambre, celle du peuple  (Volkshaus) assurant la représentation directe du peuple allemand.
Les deux chambres doivent avoir les mêmes droits et peuvent proposer des lois au vote,. Pour le vote des lois aucune assemblée n'a le dessus sur l'autre. Les amendements à la Constitution doivent être approuvés à une majorité des deux tiers.
Les chambres doivent également voter le budget. En cas de désaccord la chambre basse a la priorité.
Le parlement a le droit de demander des comptes au gouvernement, de créer des commissions d'enquêtes et de poursuivre devant le tribunal constitutionnel impérial les ministres.
Les députés ont une immunité parlementaire totale. Par contre, ils ne reçoivent pas de salaire.

### L'Empereur

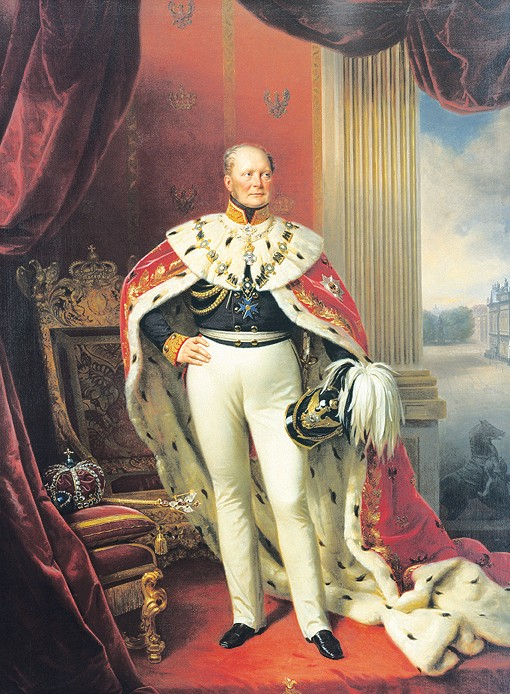
Frédéric-Guillaume IV de Prusse est élu Empereur par le parlement de Francfort

L'empereur dispose d'un droit de véto suspensif sur toutes les lois.
Toutes les questions de politiques étrangères sont de son ressort : déclarations de guerre et négociations de paix, représentation sur le plan international. L'armée fédérale doit également être dirigée par l'Empereur.
Des suites du choix du parlement de la solution petite-allemande, le roi de Prusse Frédéric-Guillaume IV fut élu empereur le 28 mars 1848 par 290 voix contre 248, l'opposition étant constituée de la gauche, des députés autrichiens et du sud de l'Allemagne,.

### Le Gouvernement impérial
L'Empire dispose d'un gouvernement fédéral. Il peut dissoudre l'assemblée et ajourner le parlement pour une durée maximale de 2 semaines.

### Le Tribunal constitutionnel impérial
Un tribunal constitutionnel est prévu, afin de régler les cas de contradiction et les différends entre droit fédéral et local, les différends entre État fédéral et États fédérés, entre les États fédérés, entre le gouvernement et le parlement, ainsi que pour traiter les réclamations des citoyens allemands relatives à la Constitution. Il doit traiter de toutes les questions relatives à la Constitution. En outre, il doit juger les ministres assignés par le parlement et les cas de haute trahison,.

## Événements consécutifs au vote

### Kaiserdeputation

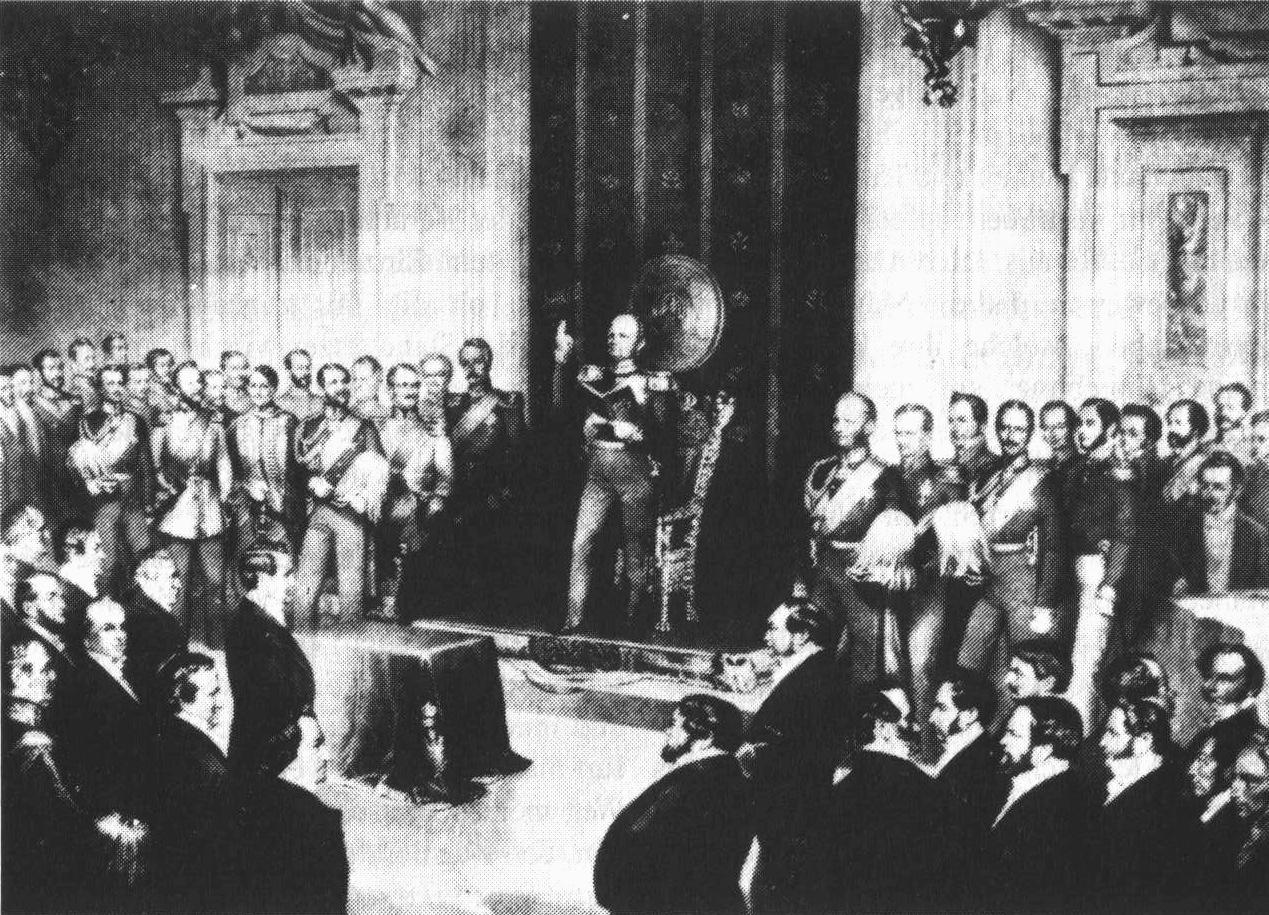
Gravure sur bois de l'époque représentant la délégation de députés venus proposer la couronne impériale à Frédéric-Guillaume IV

L'assemblée est au courant que le souverain jugeait de manière critique le travail fait à Francfort, toutefois le gouvernement prussien communiqua le 23 janvier 1849 que la Prusse accepte l'idée d'un empire héréditaire.
C'est dans ce contexte que la délégation partie de Francfort arrive le 3 avril 1849 à Berlin pour proposer la couronne impériale au roi de Prusse. Celui-ci la refuse, argumentant qu'il ne peut l'accepter qu'avec l'accord de tous les autres souverains allemands,. Dans les faits la vraie raison de ce refus est la question du droit divin : Frédéric-Guillaume IV ne veut pas d'une couronne qui a l'« odeur nauséabonde de la révolution,. » Ce refus marque l'échec définitif de la révolution de mars et du travail de l'assemblée nationale. Il est également un signal pour les autres souverains allemands que le rapport de force avec les libéraux s'est inversé.

### Ratification de la Constitution et campagne pour son acceptation

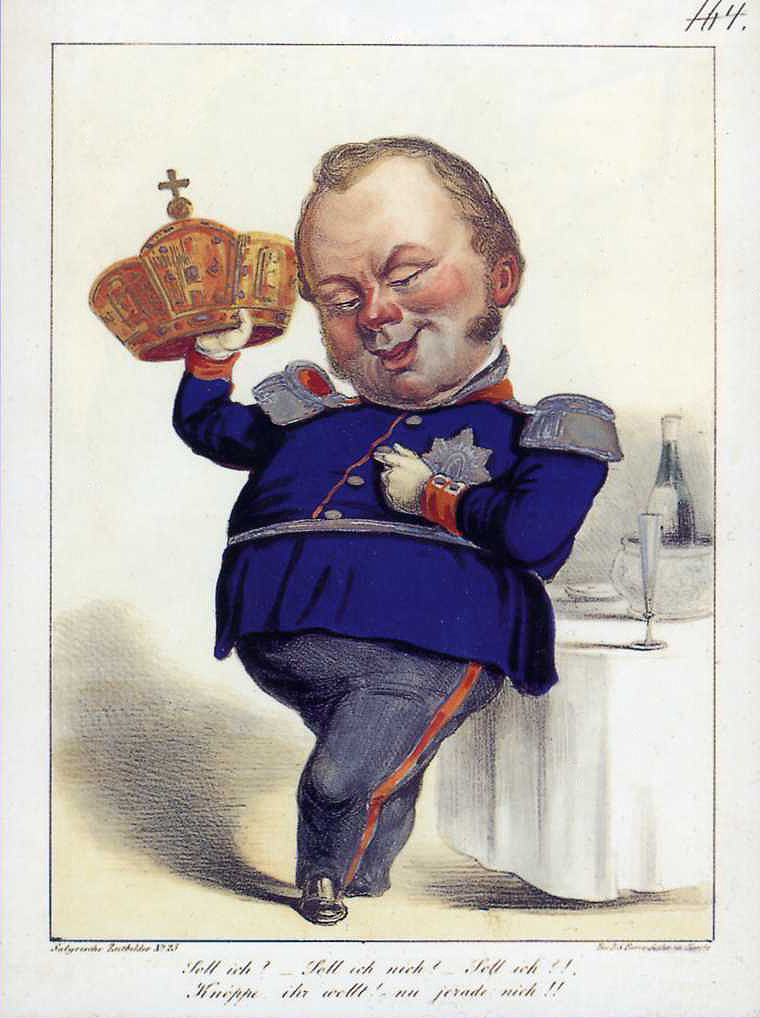
Caricature du refus de Frédéric-Guillaume IV de la couronne impériale

La Prusse avait ratifié la Constitution de Francfort, à l'inverse des autres grands États allemands : l'Autriche, Bavière, la Saxe, le Hanovre et le Wurtemberg. Les petits États avaient quant à eux ratifié la Constitution.
Afin de faire ratifier la Constitution les démocrates rassemblées dans l'Association centrale de Mars organisent des émeutes dans les États l'ayant rejetée. Les restes du parlement de Francfort votent également une série de décret allant dans le sens de l'imposition par la force de la Constitution,.
Ainsi dans le Wurtemberg, les révolutionnaires obligent le roi le 25 avril 1849 à ratifier la Constitution. Des émeutes ont lieu en Saxe, à Dresde principalement, dans le Palatinat rhénan, dans le grand-duché de Bade, au royaume de Hanovre et dans les régions occidentales de la Prusse.
Finalement ces émeutes sont matées par le Kronprinz Guillaume de Prusse, le futur empereur allemand. La Constitution de Francfort n'entre pas en application.

## Conséquences et postérité
Même si la Constitution de Francfort n'entre pas en force en 1849, elle joue un rôle important dans l'histoire allemande. Ainsi la Constitution de 1871, écrite par Otto von Bismarck, s'en inspire fortement. L'Empire allemand, réalisation de la solution petite-allemande, adopte également un parlement bicaméral avec une chambre haute constituée de délégués des gouvernements régionaux, ainsi qu'un empereur héréditaire,. Le Reichstag est élu au suffrage universel,. Par contre, elle ne comprend aucun catalogue de droit fondamentaux, pas plus qu'une cour suprême. Le poste de chancelier impérial n'était pas présent dans la Constitution de Francfort. Enfin le gouvernement de l'Empire allemand n'est pas soumis à la confiance du parlement.
La Constitution de la république de Weimar reprend les grandes lignes de celle de 1849. Son système parlementaire est également directement lié au parlement de Francfort. Friedrich Ebert, le 6 février 1919 pour l'ouverture du nouveau parlement rappelle ces grandes lignes tout en rappelant que dans la république de Weimar il n'y a plus de monarque de droit divin. Comme en 1848, les femmes bénéficient de nouveau de l'égalité de droit,.

## Citations
1. ↑  « Märzregierung »
2. ↑  « Siebzehnerausschuss »
3. ↑  « Vorparlament »
4. ↑  « Fünfzigerausschuss »
5. ↑  « Reichsgesetz betreffend die Grundrechte des deutschen Volkes »
6. ↑  « Staatenhaus »
7. ↑  « Landesregierungen »
8. ↑  « Landesparlamenten »
9. ↑  « Reichsverfassungsgericht »
10. ↑  « Ludergeruch der Revolution »